# Morfizm zerowy
Jeśli dla pary uporządkowanej {\displaystyle (A,B)} obiektów z kategorii {\displaystyle {\mathfrak {K}}} istnieje morfizm {\displaystyle 0_{BA}\colon A\to B,} taki że dla wszystkich morfizmów {\displaystyle v\colon B\to C} i {\displaystyle u\colon D\to A}
{\displaystyle v0_{BA}=0_{CA},0_{BA}u=0_{BD},}
to {\displaystyle 0_{BA}} nazywamy morfizmem zerowym.
Morfizm zerowy można również zdefiniować za pomocą pojęć morfizmu stałego i morfizmu costałego.
Morfizm {\displaystyle A{\xrightarrow {f}}B} nazywamy morfizmem stałym, jeśli dla każdej pary morfizmów {\displaystyle A'{\xrightarrow {r}}A} i {\displaystyle A'{\xrightarrow {s}}A} zachodzi równość {\displaystyle f\circ r=f\circ s.}
Morfizm {\displaystyle A{\xrightarrow {f}}B} nazywamy morfizmem costałym, jeśli dla każdej pary morfizmów {\displaystyle B{\xrightarrow {u}}B'} i {\displaystyle B{\xrightarrow {w}}B'} zachodzi równość {\displaystyle u\circ f=w\circ f.}
Morfizmem zerowym jest morfizm, który jest jednocześnie morfizmem stałym i morfizmem costałym.
Jeżeli dla każdej pary uporządkowanej {\displaystyle (A,B)} obiektów z kategorii {\displaystyle {\mathfrak {K}}} istnieje morfizm zerowy {\displaystyle 0_{BA}\colon A\to B,} to kategorię tę nazywamy kategorią punktowaną. W danej kategorii istnieje tylko jeden układ morfizmów zerowych {\displaystyle (0_{BA})=\{0_{BA}:(A,B)\in {\mathfrak {K}}\times {\mathfrak {K}}\},} bowiem gdyby istniały dwa takie układy {\displaystyle (0_{BA})} i {\displaystyle (0'_{BA}),} to byłaby prawdziwa równość morfizmów {\displaystyle 0'_{BA}=0'_{BA}0_{AA}=0_{BA}.}

## Własności
1. Jeśli {\displaystyle A{\xrightarrow {f}}B{\xrightarrow {g}}C} są morfizmami kategorii punktowanej i g jest monomorfizmem, to {\displaystyle f} jest jądrem {\displaystyle g} wtedy i tylko wtedy, gdy {\displaystyle A} jest obiektem zerowym.
2. W kategorii punktowanej ekwalizator morfizmu {\displaystyle A{\xrightarrow {f}}B} oraz morfizmu {\displaystyle 0_{BA}} jest jądrem morfizmu {\displaystyle f.}